# Andreas Rohracher

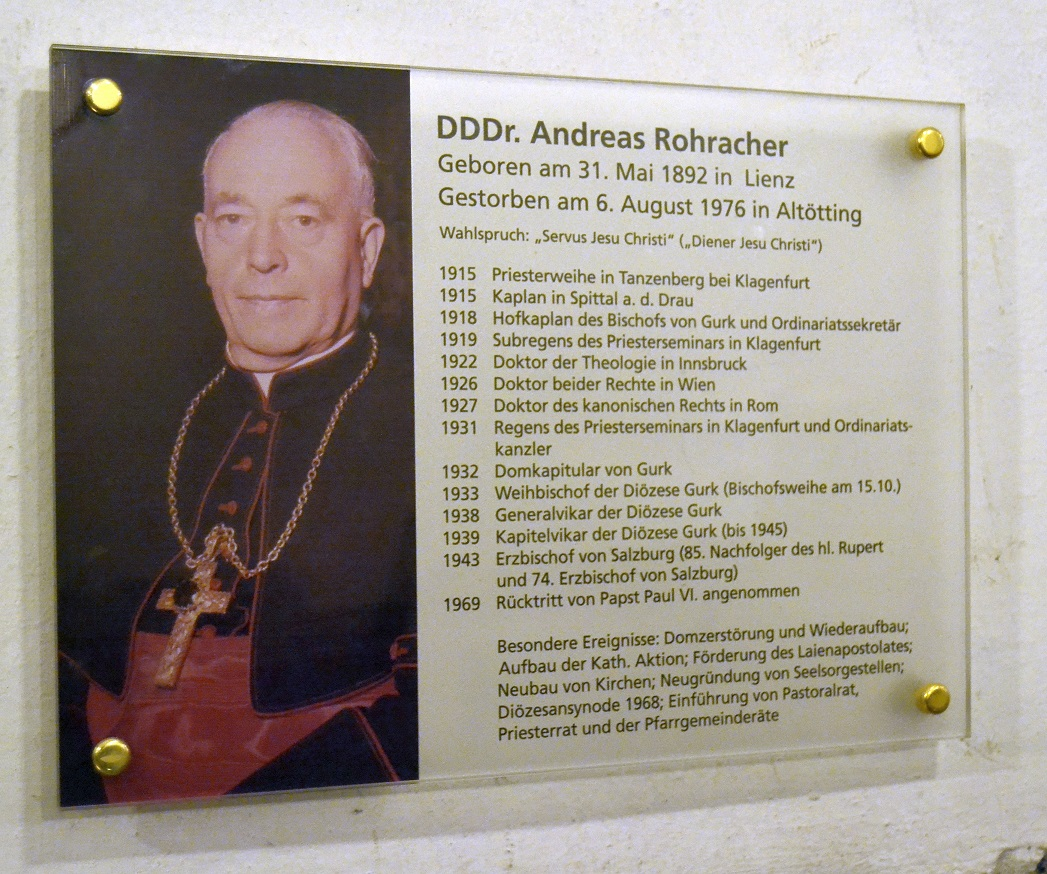
Erzbischof Andreas Rohracher (Foto mit Lebenslauf im Salzburger Dom)

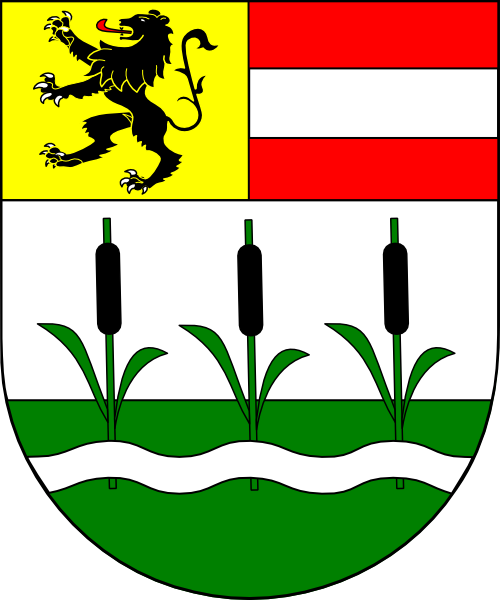
Wappenschild des Erzbischofs

Andreas Rohracher (* 31. Mai 1892 in Lienz; † 6. August 1976 in Altötting) war von 1943 bis 1969 Erzbischof von Salzburg. Bis 1951 führte er als Letzter den Titel Fürsterzbischof.

## Leben

### Herkunft und Ausbildung
Die Familie Rohracher war in Lienz sehr angesehen und stellte den damaligen Bürgermeister. Andreas Rohracher ging in Lienz zur Schule und trat dann in das Klagenfurter Priesterseminar ein. Nach seiner Priesterweihe im Jahr 1915 wurde er Kaplan in Spittal an der Drau. 1918 wurde er von Bischof Adam Hefter als Ordinariatssekretär und Hofkaplan nach Klagenfurt geholt. Der Bischof beurlaubte ihn zu weiterer Ausbildung, und Rohracher studierte Theologie an der Universität Innsbruck, kanonisches Recht an der Anima in Rom und Zivilrecht an der Universität Wien. Er schloss als dreifacher Doktor ab. Über Empfehlung von Bischof Hefter wurde er vom Papst zum Domherrn befördert, 1933 folgte die Ernennung zum Titularbischof von Isba und Weihbischof in Gurk. 1938 wurde er Generalvikar.

### Kapitularvikar und Bischof in der Zeit des Nationalsozialismus
Als Bischof Hefter 1939 als Gurker Bischof resignierte, wählte das Domkapitel Rohracher zum Kapitelvikar von Gurk. Rohracher wurden vom Papst in dieser Zeit alle Vollmachten eines regierenden Bischofs eingeräumt.
Auf mehrere Unrechtsmaßnahmen des NS-Regimes reagierte Rohracher diplomatisch, und zwar durch Eingaben und Vorsprachen beim Kärntner und beim Salzburger Gauleiter. Diese gaben sich im Gespräch unwissend bzw. entgegenkommend und versicherten, der beanstandeten Sache nachzugehen. Im Endeffekt erreichte Rohracher auf diesem Wege wenig.
Als sich 1940 in Kärnten Gerüchte verbreiteten, dass behinderte Menschen kurz nach ihrer Verlegung nach Hartheim (in die dortige Tötungsanstalt) starben bzw. im Zuge der NS-Euthanasie ermordet wurden, schrieb Rohracher zwei höfliche Briefe, worin er auf die nachteilige Wirkung einer „Beunruhigung des Volkes“ aufmerksam machte.
Als 1942 Kärntner Slowenen ausgesiedelt wurden, berichtete Rohracher dem Minister Hans Heinrich Lammers von ungünstigen Auswirkungen dieser Aktion: Das Volk werde beunruhigt, die kommende Ernte werde beeinträchtigt, die in der deutschen Armee dienenden Slowenen würden demotiviert. Sein – vertraulicher, nicht öffentlich bekanntgemachter – Brief war in einem sehr respektvollen Ton gehalten:
„Ich halte es für meine Amtspflicht, Ihre Aufmerksamkeit auf diese Aktion zu lenken, ... Ich bitte Herrn Reichsminister ergebenst, von diesen Vorfällen dem Führer Bericht zu erstatten. ... Ich ersuche, umgehend alles zu veranlassen, damit diese ... Aktion ehestmöglich eingestellt wird.“
Als in den besetzten slowenischen Gebieten kirchliches Eigentum beschlagnahmt wurde, sah sich Rohracher veranlasst, in einem Brief an den Kärntner Gauleiter
„gegen die Einziehung des gesamten Kirchenvermögens in den besetzten Gebieten Kärntens und Krains schärfsten Protest zu erheben. Ich protestiere als Bischof, ...“
Von den jeweils gewählten Ausdrucksformen her bleibt festzuhalten: Rohracher protestierte, wo es um katholisch-kirchliches Eigentum ging, äußerte sich jedoch weit sanfter dort, wo es um Leben bzw. Existenzgrundlage von Katholiken ging.
Am 3. Februar 1943 wurde Rohracher vom Salzburger Domkapitel zum Erzbischof von Salzburg gewählt und am 1. Mai als solcher vom Papst bestätigt. Am 10. Oktober wurde er im Salzburger Dom inthronisiert. Rohracher blieb jedoch nebenbei noch bis 1945 zugleich Kapitelvikar des Bistums Gurk. Er war Sympathisant der Antifaschistischen Freiheitsbewegung Österreichs (AFÖ), die 1941 in Kärnten gegründet wurde.
In seiner Predigt anlässlich seiner Inthronisation als Salzburger Bischof am 10. Oktober 1943 erläuterte Rohracher seinen Wahlspruch „Diener Jesu Christi“ mit folgenden Worten:
„Uralt, aber unzeitgemäß. So denken sich vielleicht manche; denn Dienen riecht nach Sklavenmoral. Herrschen ist zeitgemäß. Weite Kreise anerkennen nur mehr den Herrenmenschen, nicht aber einen Diener.“
Hierin liegt eine distanzierende Anspielung auf das Schlagwort vom „Herrenmenschentum“. Aber ein Betonen von Dienen und Unterordnen stellte noch keinen Gegensatz zu der im Nationalsozialismus geförderten Haltung dar. Auch Rohrachers folgende Abgrenzung betrifft nur eine bestimmte NS-Strömung (deren Repräsentant Alfred Rosenberg war):
„die organisierte Gottlosigkeit in Russland, von der unsere Soldaten Entsetzliches berichten, wie der Versuch, an Stelle des Christentums ein Neuheidentum zur Herrschaft zu bringen, wird genau so mit dem Siege Christi enden, wie es bisher noch immer der Fall war.“
Bei manchen Hinweisen auf Zeiterscheinungen bleibt offen, wer daran die Schuld trägt, z. B.:
„Die Menschheit von heute sehnt sich nach Leben, nach vollem übersprudelndem Leben. Ein Lebenshunger hat alle ergriffen, ein Lebensrausch geht durch die Welt, und doch war das Leben selten so umdroht wie heute. Selten wurde so viel Leben vernichtet als heute. Da bin ich beauftragt, als Diener Jesu Christi auch zu dem hinzuführen, der sagen konnte: 'Ich bin gekommen, damit sie das Leben haben und es in Überfluß haben.' (Joh.10,10.)“
In solchen Hinweisen ist also nicht automatisch NS-Kritik zu sehen.
Kurz darauf hielt Rohracher in Hallein eine Predigt, die vom Gaubeauftragten Franz von Lospichl beanstandet wurde. Der Text dieser Predigt ist nicht erhalten. Auf Denunzianten gestützt, fasste Lospichl eine Predigtpassage folgendermaßen zusammen: Unter Bezugnahme auf die Geschichte warnte Rohracher davor, sich an große Männer zu hängen, da das schon oft zu Enttäuschungen geführt habe; Ideale können zu Idolen werden und schließlich zum Zusammenbruch führen.
Hitlers Kriegführen wurde in Rohrachers Predigten niemals infrage gestellt, sondern in mancher Hinsicht unterstützt, wie durch Gebet für einen deutschen Kriegserfolg:
„Herr, schütze Volk und Vaterland in Not und Gefahr! ... Kürze den Krieg ab, mäßige seine Schrecken und führe ihn zu einem für Volk und Vaterland segensreichen Erfolge.“ (Hirtenwort am 4. September 1939),
durch seine Hoffnung auf einen Sieg gegen die Sowjetunion:
„Wenn es unseren Soldaten nicht gelingen würde, den Bolschewismus abzuhalten, wenn das Heer nicht siegen würde gegen den gottlosen Kommunismus, es wäre furchtbar für unser liebes deutsches Volk und unser Vaterland.“ (16. Oktober 1943),
und durch sein Hochhalten soldatischer Pflichttreue:
„Habt ihr noch in Erinnerung, wie diese Helden in den letzten Stunden, bevor sie gefallen oder in die Gefangenschaft gekommen sind, nach Hause gefunkt und Treue und Tapferkeit geschworen haben bis zum letzten Augenblick? Sind das nicht Werte, über die ein jeder Mensch sich freuen muß und auf die jeder Deutsche stolz sein kann?“ (Silvesterpredigt, 31. Dezember 1944).
Kurz vor dem Kriegsende (am 30. April 1945) traf Rohracher mit Gauleiter Scheel zusammen, der zu diesem Zeitpunkt bereits entschlossen war, auf eine Verteidigung der Stadt Salzburg zu verzichten.

### Nachkriegszeit

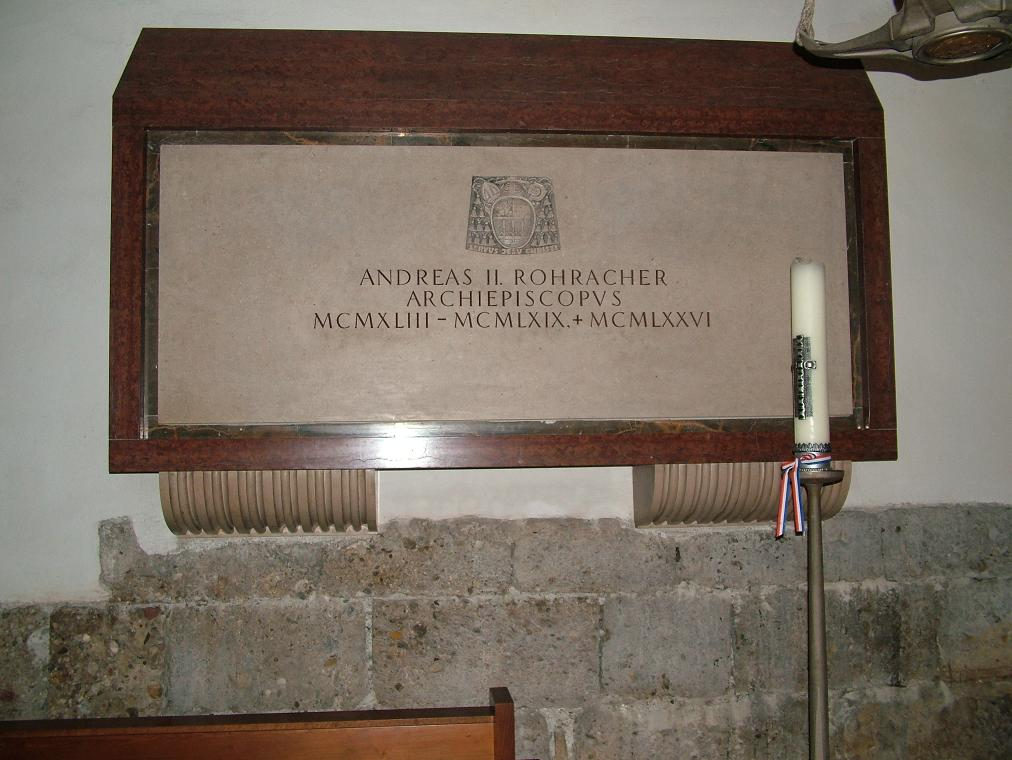
Grabstätte von Erzbischof Rohracher

Rohracher widmete sich dem Wiederaufbau des durch Bombenangriffe im Zweiten Weltkrieg schwer beschädigten Salzburger Doms und förderte die katholische Universität als wichtiges geistliches und geistiges Forum. In den Nachkriegsjahren trug Rohracher viel zur Linderung der Nöte der in Salzburg gestrandeten Flüchtlinge bei und zeigte dabei hohen persönlichen Einsatz. Konfliktvermeidend, stets bemüht um Verständigung, rief er zur Versöhnung auch mit ehemaligen Nationalsozialisten auf. „Ein Mann des Ausgleichs“, der aber Versöhnung auch jenen zuwenden wollte, die noch gar keine Einsicht der eigenen Schuld hatten?
Rohracher kümmerte sich mit seinem „Sozialen Friedenswerk“ intensiv um die internierten NS-Verdächtigen des Lagers Glasenbach.
Rohracher engagierte sich auch für eine Erneuerung der Jugendarbeit, für die Katholische Aktion, die Caritas Österreich und für die Aktion Rettet das Leben. 1945 gründete er das Diözesanblatt „Rupertusbote“. Er wirkte von 1951 bis 1955 als Prior für die Komturei Salzburg des Ritterordens vom Heiligen Grab zu Jerusalem, dessen Großprior er für die Österreichische Statthalterei von 1954 bis 1967 wurde.
Im Jahre 1951 schaffte Papst Pius XII. den Gebrauch des Titels „Fürst“ durch Bischöfe sowie die Verwendung der damit verbundenen weltlichen Würdezeichen (wie Fürstenhut und -mantel) ab. Daraufhin verzichtete Rohracher auf den Titel eines Fürsterzbischofs.
Um den Tiroler Anteil des Erzbistums besonders zu fördern, richtete er am 1. Jänner 1952 hier ein Generaldekanat mit Sitz in Wörgl ein und am 8. Oktober 1968 ebendort ein „Erzbischöfliches Generalsekretariat“ für den Tiroler Anteil.
1966 bat der Erzbischof in der evangelischen Christuskirche alle evangelischen Christen um Vergebung für die Salzburger Protestantenvertreibungen von 1731/32.
1959 erhielt er in Anerkennung seiner Dienste die Ehrenbürgerschaft der Stadt Salzburg. Er war Ehrenmitglied der AV Austria Innsbruck im ÖCV.
Am 30. Mai 1962 empfing er die Ehrendoktorwürde der Universität Salzburg.
Nach seiner Abdankung im Jahr 1969 verbrachte er seinen Lebensabend bis zu seinem Ableben im Kapuzinerkloster von Altötting.
Im Salzburger Stadtteil Leopoldskronweihersiedlung wurde die Andreas-Rohracher-Straße nach ihm benannt.

### Monographien und Aufsätze
- Josef Gelmi: Kirchengeschichte Tirols. Tyrolia-Verlag u. a., Innsbruck u. a. 1986, ISBN 3-7022-1599-9, S. 256, 293, 295, 320, 322.
- Franz Graf-Stuhlhofer: Bischof Andreas Rohracher als NS-Kritiker – eine denunziatorische Überinterpretation? In: Mitteilungen der Gesellschaft für Salzburger Landeskunde. Band 138, 1998, ISSN 0435-8279, S. 99–102 (zobodat.at [PDF]).
- Ernst Hintermaier, Alfred Rinnerthaler, Hans Spatzenegger (Hrsg.): Erzbischof Andreas Rohracher. Krieg, Wiederaufbau, Konzil. Symposium 2009 Erzbischof Andreas Rohracher und die Salzburger Kirche seiner Zeit. Pustet, Salzburg 2010, ISBN 978-3-7025-0635-3.[22]
- Alfred Ogris: Der kirchliche Protest aus Klagenfurt gegen die Aussiedlung der Kärntner Slowenen im Jahr 1942. In: Auf Spurensuche in Kärntens Geschichte, Verlag des Kärntner Landesarchivs, 2011, ISBN 978-3-90053-179-9.
- Alfred Rinnerthaler: Der letzte Salzburger Fürsterzbischof Andreas Rohracher. Ein Mann des Ausgleichs. In: Österreichisches Archiv für Kirchenrecht. Bd. 41, Nr. 1/2, 1992, ISSN 0029-9820, S. 86–109.
- Peter Schernthaner: Andreas Rohracher. Erzbischof von Salzburg im Dritten Reich (= Schriftenreihe des Erzbischof Rohracher-Studienfonds. 3). Erzbischof-Rohracher-Studienfonds, Salzburg 1994.
- Peter G. Tropper (Hrsg.): Kirche im Gau. Dokumente zur Situation der katholischen Kirche in Kärnten von 1938 bis 1945. Carinthia, Klagenfurt 1995, ISBN 3-85378-435-6.
- Dietmar W. Winkler: Aus der Vergebung zum Miteinander. Zur Vergebungsbitte Erzbischof Andreas Rohrachers. In: Amt und Gemeinde 66 (2016), ISSN 1680-4015, S. 126–137.

### Lexikon-Artikel
- Erwin Gatz (Hrsg.): Die Bischöfe der deutschsprachigen Länder 1785/1803 bis 1945. Ein biographisches Lexikon. Duncker & Humblot, Berlin 1983, ISBN 3-428-05447-4, S. 625–628.
- Ekkart Sauser: Rohracher, Andreas. In: Biographisch-Bibliographisches Kirchenlexikon (BBKL). Band 8, Bautz, Herzberg 1994, ISBN 3-88309-053-0, Sp. 590–592 (Artikel/Artikelanfang im Internet-Archive).
- Hans Spatzenegger: Rohracher, Andreas. In: Neue Deutsche Biographie (NDB). Band 22, Duncker & Humblot, Berlin 2005, ISBN 3-428-11203-2, S. 3 f. (Digitalisat).